# Christophe Urios
Pour les articles homonymes, voir Urios.

a Compétitions nationales et continentales officielles uniquement.

Dernière mise à jour le 18 janvier 2023.
Christophe Urios, né le 20 décembre 1965 à Montpellier (Hérault), est un joueur et entraîneur français de rugby à XV qui jouait au poste de talonneur. Il débute à AS Olonzac avant de se révéler à l'US Carcassonne puis au Castres olympique.
Il devient ensuite entraîneur au Castres olympique puis CS Bourgoin-Jallieu, avant de prendre en charge l'US Oyonnax au poste de manager, puis de retourner au Castres olympique. Il est ensuite, jusqu'en 2022, manager de l’Union Bordeaux Bègles en Top 14. Urios est nommé entraîneur de l'ASM Clermont Auvergne en janvier 2023.
Il remporte la Pro D2 en 2013 avec l'US Oyonnax et le Top 14 en 2018 avec le Castres olympique.

## Biographie

### En tant que joueur
Christophe Urios commence petit par le football à Pépieux, puis il découvre le ballon ovale à Olonzac. C'est ensuite à l'US Carcassonne, sous la houlette d'Olivier Saïsset, qu'il se forge sa propre idée du rugby et sa réputation. Il devient rapidement un élément essentiel de son équipe au poste de pilier.
Il est alors repéré par le Castres olympique où Alain Gaillard le repositionne avec succès au poste de talonneur. Il réussit une entrée remarquable avec le CO marquant le premier essai de son équipe pour son premier match.
Il est alors sélectionné une quinzaine de fois en équipe de France A ou B puis classé troisième meilleur talonneur français par le Midi Olympique en 1992.
En championnat de France 1993, il s'impose face au FC Grenoble sur le score de 14 à 11 avec notamment un essai refusé au deuxième ligne grenoblois Olivier Brouzet et aussi un essai non valable de Gary Whetton en faveur des Castrais.
L'arbitre reconnaît vingt ans plus tard qu'il a commis une faute d'arbitrage ce jour-là, privant ainsi les Grenoblois du titre et d'avoir été influencé par les supporters agenais qui se plaignaient du jeu trop physique des Grenoblois mais dit n’avoir jamais reçu de consignes.
Le club castrais dispute également la finale du Challenge Yves du Manoir, battu par le Stade toulousain sur le score de 13 à 8.
Ensuite, il perd progressivement sa place au profit de Christian Batut qui est donc le titulaire en finale du championnat de France 1995 contre le Stade toulousain, qu'il dispute toutefois en tant que remplaçant,.
Il participe également à la première édition de la Coupe d'Europe en 1995-1996.

### En tant qu'entraîneur

#### Des débuts prometteurs

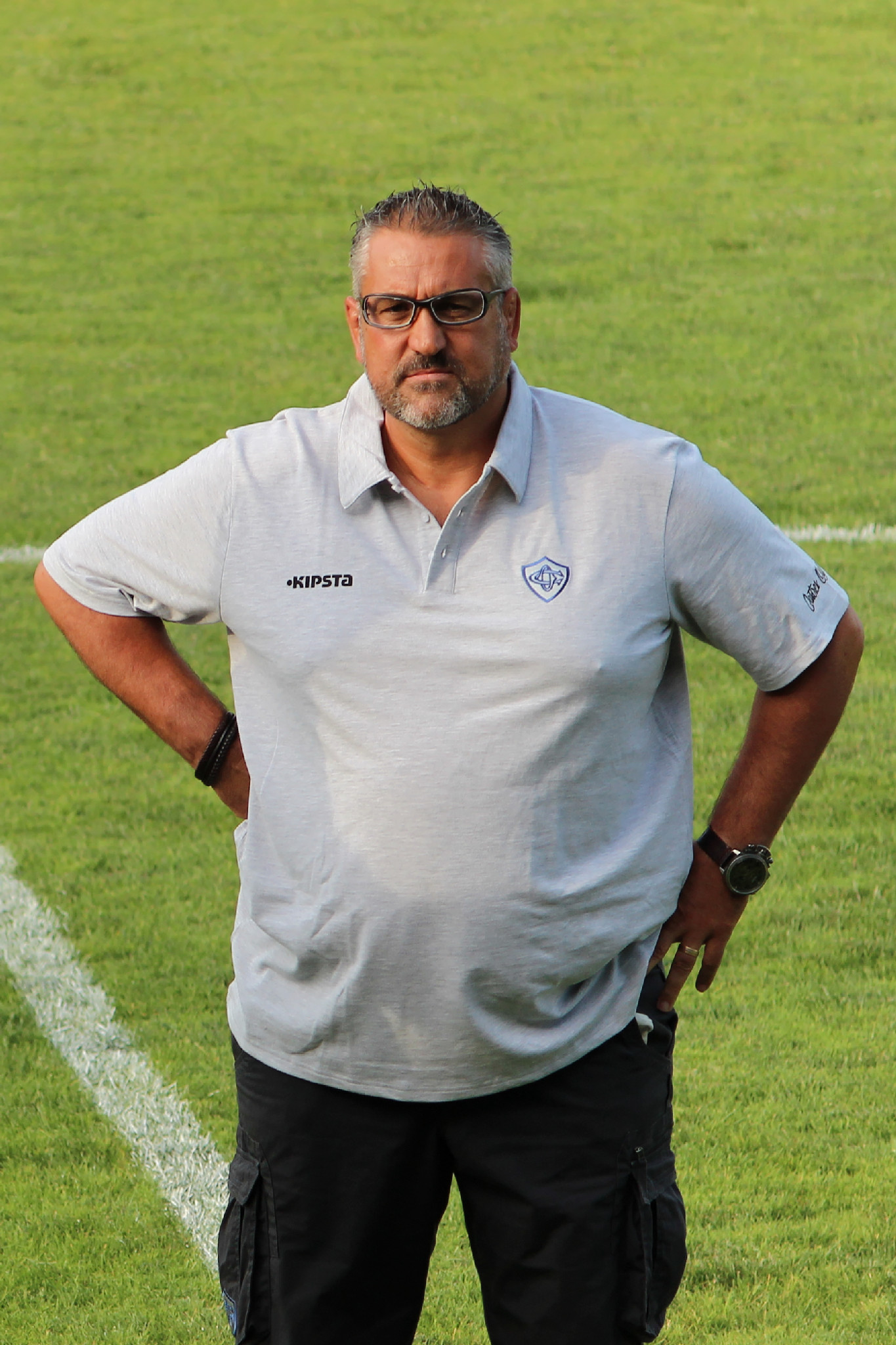
Christophe Urios lors de la présentation de l'équipe de Castres en 2015 au stade Pierre-Fabre.

L’ancien talonneur de Carcassonne et de Castres se reconvertit ensuite en tant qu'entraîneur du Castres olympique.
Il est d’abord responsable des espoirs puis directeur du centre de formation avant de prendre en charge les avants de l'équipe première en 2002 aux côtés du manager Christian Gajan. Son club remporte en 2003 le Bouclier européen puis le Challenge Sud Radio. Il qualifie le CO pour la Coupe d'Europe en 2004. Le CO termine sixième de la phase régulière. Il est ensuite limogé et part entraîner pendant deux saisons le CS Bourgoin-Jallieu qui évolue en Top 14.

#### Premiers succès dans l’Ain
En 2007, il rejoint l'US Oyonnax, alors en Pro D2. Lors de la saison 2012-13, Oyonnax termine champion de France de la Pro D2, et accède ainsi au Top 14. Ce titre est accompagné par un trophée honorifique de meilleur staff de Pro D2 décerné lors la nuit du rugby 2013.  Pour sa dernière saison à la tête du club, il le qualifie pour les barrages du championnat lors de la dernière journée : malgré une défaite 49 à 17 sur le terrain de Toulon, le club obtient sa qualification grâce à une défaite in extremis (23-22) de Bordeaux à Toulouse. L'US Oyonnax s'incline 19 à 20 face au Stade toulousain lors du match de barrage.

#### Retour et confirmation à Castres
En 2015, il retourne au Castres olympique en tant que directeur sportif. Il qualifie le CO dès la première année pour les barrages, battu par Montpellier, place qui qualifie également le club pour la Coupe d'Europe. La saison suivante, son équipe se qualifie de nouveau pour les barrages du championnat, battu par Toulon futur vice-champion de France. Pour sa troisième saison à la tête du club castrais, il conduit son équipe à la sixième place de la phase régulière du championnat de France puis élimine le Stade toulousain en barrage à Ernest Wallon (23-11) et le Racing 92 vice-champion d'Europe en demi-finale (19-14) au Matmut Stadium de Lyon. Castres devient champion de France en battant Montpellier en finale au stade de France à Saint-Denis, le favori et premier de la phase régulière du Top 14, sur le score de 29 à 13.
Il est choisi pour entraîner les Baa-Baas, surnom des Barbarians français, aux côtés de Xavier Garbajosa, lors de leur tournée en Nouvelle-Zélande de juin 2018 pour affronter les Crusaders à Christchurch, puis les Highlanders à Invercargill, rencontres qui se terminent par deux défaites, respectivement 42 à 26 et 29 à 10.
En juillet 2018, le Castres olympique annonce que Christophe Urios quittera le club à l'issue de la saison 2018-2019. En novembre 2018, l'Union Bordeaux Bègles annonce à son tour qu'il sera le nouveau manager du club à partir de juin 2019. Alors qu'il est régulièrement cité parmi les favoris par la presse pour devenir sélectionneur de l'équipe de France en 2019, le club précise que son contrat ne comporte pas de clause libératoire pour l'équipe de France. Très affecté par la défaite contre Toulon à Pierre-Fabre qui a éjecté sur le fil le CO des phases finales, l’entraîneur champion de France 2018 décide de totalement couper les ponts avec le groupe castrais.

#### Bons résultats puis licenciement à Bordeaux Bègles
Christophe Urios arrive en Gironde accompagné de Julien Laïrle et Frédéric Charrier. L'UBB recrute également des joueurs internationaux comme Rémi Lamerat, Scott Higginbotham ou Santiago Cordero. La mayonnaise prend, et l'Union Bordeaux Bègles termine la phase aller à la première place du championnat, invaincu à domicile et seulement défait à Lyon et Brive.
Alors que l'UBB est leader du Top 14 avec huit points d'avance sur le LOU second, la saison régulière est suspendue puis stoppée par la pandémie de Covid-19 en France ; la saison 2019-2020 est définitivement annulée à la fin du mois d'avril. Malgré de bons résultats, dont deux demi-finales en Top 14 et deux demi-finales en Coupe d'Europe, le président Laurent Marti décide de se séparer de Christophe Urios avant la fin de son contrat à cause de problèmes en interne entre le manager et son président ainsi que quelques cadres du club.

#### Nomination à Clermont Auvergne

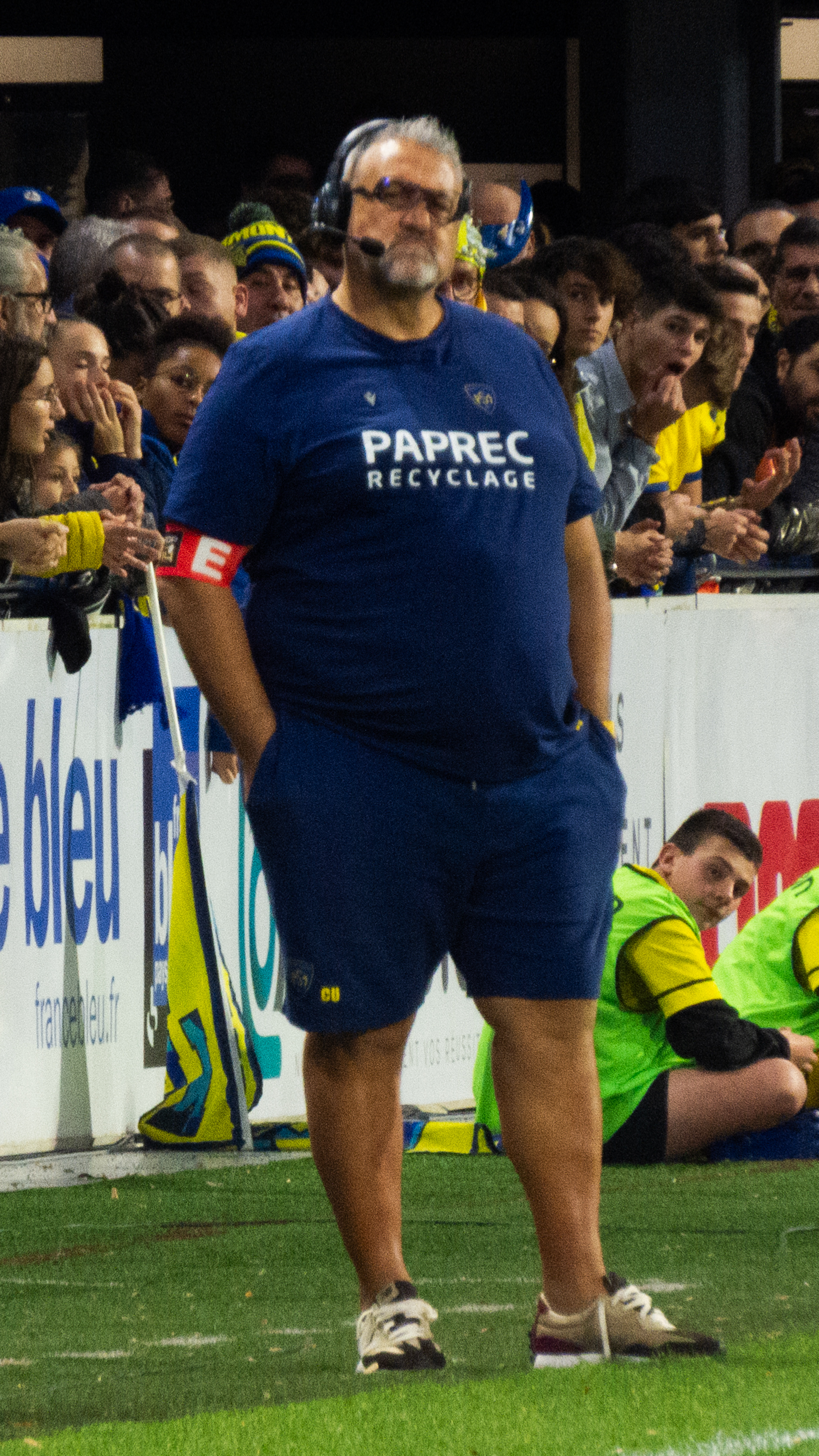
Christophe Urios en bord de terrain, entraînant l'ASM Clermont pendant la saison 2023-2024.

En janvier 2023, Jono Gibbes est démis de ses fonctions d'entraîneur de l'ASM Clermont Auvergne. Urios est nommé entraîneur de l'ASM peu après, alors que la saison est déjà bien entamée.

### Autres activités
De 2013 à 2020, il est vice-président de TECH XV, dont le président est Alain Gaillard, syndicat des entraîneurs et éducateurs de rugby professionnels français, et président de l'IFER, association paritaire qui propose une offre de formation continue à l’ensemble des éducateurs et des entraîneurs de rugby.
Durant la Coupe du monde de rugby à XV 2015, il est consultant pour Canal+ et participe à l'émission Jour de Coupe du monde.
Fils de vigneron installé à Pépieux dans l'Aude, il est titulaire du BTS de viticulture et d'œnologie. En avril 2020, il devient propriétaire du domaine viticole Château Pépusque à Pépieux où son père était régisseur.

## Bilan en tant qu'entraîneur
| Saison      | Club                  | Division | Poste             | Classement                                   | Coupe d'Europe                             | Challenge européen            |
| ----------- | --------------------- | -------- | ----------------- | -------------------------------------------- | ------------------------------------------ | ----------------------------- |
| 2002 - 2003 | Castres olympique     | Top 16   | Avants            | 7e poule 1, 4e de la phase de maintien       | -                                          | Éliminé en seizième-de-finale |
| 2003 - 2004 | Castres olympique     | Top 16   | Avants            | 3e poule A, 3e de la poule A de phase finale | -                                          | Éliminé en huitième-de-finale |
| 2004 - 2005 | Castres olympique     | Top 16   | Avants            | 6e                                           | Éliminé en poule                           | -                             |
| 2005 - 2006 | CS Bourgoin-Jallieu   | Top 14   | Entraîneur        | 6e                                           | Éliminé en poule                           | -                             |
| 2006 - 2007 | CS Bourgoin-Jallieu   | Top 14   | Entraîneur        | 6e                                           | Éliminé en poule                           | -                             |
| 2007 - 2008 | US Oyonnax            | Pro D2   | Manager           | 9e                                           | -                                          | -                             |
| 2008 - 2009 | US Oyonnax            | Pro D2   | Manager           | 5e, défaite en finale d'accession            | -                                          | -                             |
| 2009 - 2010 | US Oyonnax            | Pro D2   | Manager           | 4e, défaite en demi-finale d'accession       | -                                          | -                             |
| 2010 - 2011 | US Oyonnax            | Pro D2   | Manager           | 8e                                           | -                                          | -                             |
| 2011 - 2012 | US Oyonnax            | Pro D2   | Manager           | 8e                                           | -                                          | -                             |
| 2012 - 2013 | US Oyonnax            | Pro D2   | Manager           | Champion de France Pro D2                    | -                                          | -                             |
| 2013 - 2014 | US Oyonnax            | Top 14   | Manager           | 12e                                          | -                                          | Éliminé en poule              |
| 2014 - 2015 | US Oyonnax            | Top 14   | Manager           | 6e, éliminé en barrages                      | -                                          | Éliminé en poule              |
| 2015 - 2016 | Castres olympique     | Top 14   | Directeur sportif | 6e, éliminé en barrages                      | -                                          | Éliminé en poule              |
| 2016 - 2017 | Castres olympique     | Top 14   | Directeur sportif | 5e, éliminé en barrages                      | Éliminé en poule                           | -                             |
| 2017 - 2018 | Castres olympique     | Top 14   | Directeur sportif | Champion de France                           | Éliminé en poule                           | -                             |
| 2018 - 2019 | Castres olympique     | Top 14   | Directeur sportif | 7e                                           | Éliminé en poule                           | -                             |
| 2019 - 2020 | Union Bordeaux Bègles | Top 14   | Manager           | 1er (arrêt du championnat)                   | -                                          | Éliminé en demi-finale        |
| 2020 - 2021 | Union Bordeaux Bègles | Top 14   | Manager           | 4e, éliminé en demi-finale                   | Éliminé en demi-finale                     | -                             |
| 2021 - 2022 | Union Bordeaux Bègles | Top 14   | Manager           | 3e, éliminé en demi-finale                   | Éliminé en huitième de finale              | -                             |
| 2022 - 2023 | Union Bordeaux Bègles | Top 14   | Manager           | licencié                                     | -                                          | -                             |
| 2022 - 2023 | ASM Clermont Auvergne | Top 14   | Manager           | 10e                                          | Éliminé en poule, reversé en Challenge Cup | Éliminé en quart de finale    |
| 2023 - 2024 | ASM Clermont Auvergne | Top 14   | Manager           | 8e                                           | -                                          | Éliminé en demi-finale        |

## Palmarès

### Joueur
- Castres olympique
  - Vainqueur du Championnat de France en 1993[35]
  - Finaliste du Championnat de France en 1995
  - Finaliste du Challenge Yves du Manoir en 1993
  - Finaliste du Challenge européen en 1997

### Entraîneur
- Castres olympique
  - Vainqueur du Challenge Sud Radio en 2003
  - Vainqueur du Bouclier européen en 2003
  - Vainqueur du Championnat de France en 2018

- US Oyonnax
  - Vainqueur du Championnat de France de 2e division en 2013

### Distinctions personnelles
- Nuit du rugby
  - 2013 : Meilleur staff d'entraîneur du Championnat de France de 2e division (avec Frédéric Charrier) pour la saison 2012-2013
  - 2018 : Meilleur staff d'entraîneur du Championnat de France (avec Frédéric Charrier et Joe El Abd) pour la saison 2017-2018